# Mistrovství Evropy v zápasu ve volném stylu 1931
Mistrovství Evropy v zápasu ve volném stylu mužů proběhl v Budapešťi (Maďarské království).  

## Muži
| Kategorie | Zlato                | Stříbro            | Bronz          |
| --------- | -------------------- | ------------------ | -------------- |
| 56 kg     | Ödön Zombori         | Piet Mollin        | Bror Wingren   |
| 61 kg     | Hermanni Pihlajamäki | Jean Chasson       | János Fehér    |
| 66 kg     | Hans Minder          | Kustaa Pihlajamäki | A. Delos       |
| 72 kg     | Jean Földeák         | Gyula Zombori      | Charles Pacôme |
| 79 kg     | Ernst Kyburz         | Péter Glavanov     | Kyösti Luukko  |
| 87 kg     | József Tunyogi       | Sanfrid Söderqvist | Bernard Deferm |
| +87 kg    | Willy Bürki          | Léon Charlier      | József Varga   |